# Anny Gould
Pour les articles homonymes, voir Gould.
Anny Gould, née Marcelle Trillet, le 8 janvier 1920 à Paris 15e et morte le 14 novembre 2013  à Vierzon (Cher), est une chanteuse française. Elle a vécu à Roubaix toute sa jeunesse, jusqu'à l'âge de 19 ans, ville d'où son père était originaire.

## Biographie
Chanteuse à la voix chaude et puissante, inscrite dans la grande tradition des interprètes des années 1950, son répertoire est surtout constitué de reprises de succès français ou d’adaptations de chansons étrangères.  Rapidement elle s’affirme comme une vedette de la radio notamment avec l’émission régulière du dimanche soir « Musique sur la ville ». Elle y chante, accompagnée par les 60 musiciens de l’orchestre Wal-Berg.
Elle obtient en 1948 à Deauville, le prix Lucienne Boyer, puis rencontre Raymond Legrand et Pierre Hiegel, son directeur artistique chez Pathé-Marconi. Ses auteurs et compositeurs se nomment Charles Aznavour (Sa jeunesse) Léo Ferré (Monsieur mon passé) Marcel Mouloudji (Un jour tu verras) ou Boris Vian (Le gars de Rochechouart). En 1958, elle est « Reine des Juke Box » avec la version française de Only you : Loin de vous.
Elle apparaît à la télévision, relancée par Pascal Sevran dans son émission Chanter la vie sur France 2 en 2003. Elle reprend d’ailleurs l’une des anciennes chansons coécrite pour Dalida par l’animateur et Arlette Tabart sur une musique d’Alice Dona : Tables séparées. Elle fait des duos avec Allan Vermeer, le gagnant du concours de l'émission Entrée d'artistes de Pascal Sevran en 2004.
Elle se produit sur la scène du Trianon le 8 janvier 2008, le jour de ses 88 ans. En 2009, elle participe au 21e salon du livre de Cosne-Cours-sur-Loire du 29 au 31 mai au côté de son ami Hervé Vilard.
Pour ses 90 ans, le 9 janvier 2010, Anny Gould donne un concert unique au Trianon de Paris. Elle donne également un concert le 17 octobre 2010 au Théâtre La Mare au Diable à Palaiseau, accompagnée au clavier par son fils.

## Discographie partielle
- Sous le ciel de Paris, reprise, paroles de Jean Dréjac et musique d’Hubert Giraud (1951).
- Loin de vous adaptation du succès Only You (And You Alone) du groupe The Platters (1956).
- Concerto d'automne, adaptation française par René Denoncin et Hubert Ithier de Concerto d’Autunno d’après les paroles originales italiennes de Dante Panzuti alias « Danpa » sur une musique de Camillo Bargoni (1956).
- Est-ce un péché ?, adaptation de Jean Dréjac d’après des paroles de Chester Shull sur une musique de George Hoven (1957).
- Belleville-Ménilmontant, reprise, paroles et musique d’Aristide Bruant.
- Sur ma vie, reprise, paroles et musique de Charles Aznavour (1955).
- Sa jeunesse, reprise, paroles et musique de Charles Aznavour (1963).